# David Turashvili
David "Dato" Turashvili (en georgiano დავით (დათო) ტურაშვილი; Tiflis, 10 de mayo de 1966) es un dramaturgo, novelista  y traductor georgiano.

## Biografía
Dato Turashvili se graduó en la facultad de Filología de la Universidad Estatal Ivane Javakhishvili de Tiflis. Además, cursó historia de la literatura, cine y arte en la capital georgiana, y más tarde en las universidades de Londres y Madrid. Asimismo estudió dramaturgia cinematográfica en el taller de Erlom Akhvlediani.
Participó activamente en el movimiento de estudiantes de la década de 1980 como miembro del club de prensa de la universidad, siendo uno de los líderes de la acción de protesta que tuvo lugar en el complejo del monasterio de David Gareja. Ha participado en expediciones de alpinismo a las montañas del Cáucaso, los Andes y el Himalaya. En su faceta como traductor, ha traducido textos en prosa y poesía del ruso, del español y del inglés. Recientemente, además de escribir, ha pronunciado conferencias en la facultad de humanidades de la Universidad Estatal de Tiflis.

## Obra
Dato Turashvili publicó su primera colección en prosa en 1991 y desde entonces ha escrito guiones, novelas, cuentos y obras de teatro.
Ha publicado dieciséis libros en su país natal y dos de sus obras, Dos islas en el Mar Negro y Zapatillas negras, han sido galardonadas con el premio SABA como mejores obras de teatro en 2003 y 2008 respectivamente.
En palabras del propio Turashvili:

Soy escritor porque no puedo vivir sin literatura. Escribir es lo mejor que puedo hacer y esto, no es mi elección: la literatura nos elige y ser escritor significa trabajar sin parar toda la vida.

Su novela más conocida, Vuelo desde la URSS (ჯინსების თაობა, 1998), fue número uno en ventas en Georgia y ha sido publicada en cinco países europeos. En ella se aborda uno de los episodios más trágicos en la Georgia soviética de los años ochenta, cuando siete jóvenes secuestraron un avión en un intento de escapar de la Unión Soviética. El gobierno soviético condenó a muerte a la mayoría de los protagonistas, quedando la opinión pública dividida entre los que los consideraban terroristas ordinarios y los que argumentaban que vivir bajo el régimen soviético era tan insoportable que el secuestro estaba justificado. La novela se ha adaptado luego al teatro escénico con el título Generación de jeans.
En El rey de los bosques (ტყეების მეფე, 2013) se narra la historia del rey más poderoso de Georgia, David IV «el Constructor», aunando leyendas urbanas y hechos históricos, lo que da lugar a una novela hermosa y fantástica.
Sus obras han sido traducidas al alemán, inglés, italiano, croata, español, coreano, vasco, ruso y armenio.